# Cornucalanus indicus
Cornucalanus indicus är en kräftdjursart som beskrevs av Sewell 1929. Cornucalanus indicus ingår i släktet Cornucalanus och familjen Phaennidae. Inga underarter finns listade i Catalogue of Life.